# Paulo Cordeiro Santos
Paulo Cordeiro Santos (Luanda, Angola colonial, 19 de fevereiro de 1969), também conhecido simplesmente como Paulo Cordeiro, é um fotojornalista português que começou a fotografar profissionalmente em 1989, após ter concluído os seus estudos em fotografia no Ar.Co. Atualmente trabalha em regime freelance e a sua versatilidade vai do desporto à grande informação.
Apreciador convicto da fotografia a preto e branco e com um trabalho sólido no fotojornalismo, Paulo Cordeiro Santos, trabalhou, ao longo de mais de 35 anos para diversas agências noticiosas e outros meios de comunicação social de onde se destacam a Agência Lusa, a Reuters, a Agence France Presse, as revistas Macau, Sábado ou Notícias Magazine, e os jornais A Bola, O Jogo ou o semanário regionalista independente Jornal de Sintra, entre muitos outros títulos.
Foi ainda, diversos anos, fotógrafo dos Serviços Municipalizados de Água e Saneamento de Sintra.
Em 2018, fez parte do primeiro júri do concurso de fotografia “Somos – Imagens da Lusofonia” - que já vai na sua quinta edição -, promovido pela “Somos! – Associação de Comunicação em Língua Portuguesa", sediada em Macau.

## Livros
Paulo Cordeiro Santos tem trabalhos publicados em diversas edições:
- 1995 - “Bombeiros portugueses: seis séculos de história: 1395-1995”, coordenação F. Hermínio Santos, edição Serviço Nacional de Bombeiros/Liga dos Bombeiros Portugueses, 2 volumes, Portugal ISBN 972-96592-1-4
- 2003 - “Atas do 1.º encontro nacional sobre a história dos bombeiros portugueses”, F. Hermínio Santos, edição Associação dos Bombeiros Voluntários de Sintra, Portugal ISBN 972-8152-14-0
- 2013 - “Expedição Mare Nostrum: Porque Portugal também é Mar!”, edição de autor, Ricardo Diniz, Portugal
- 2017 - “Instituições de Sintra – Abordagem sobre instituições extintas”, F. Hermínio Santos, edição da Comissão de Festas da Vila Velha Sintra, Portugal ISBN 978-989-20-7849-6[3]
- “O bairro dos hoquistas, em Lourel”
- “Hockey Clube de Sintra, 60 anos ao serviço do concelho”
- “Massamá - Uma freguesia do concelho de Sintra”
- “Futebol, guia prático de exercícios de treinos”

## Prémios
- 2005 - 1.º lugar, na categoria de desporto, no 6.º Prémio de Fotojornalismo Visão/BES[4]

## Exposições
- 2014 - Exposição coletiva “Água, Fonte de Vida”, organizada pelos Serviços Municipalizados de Água e Saneamento de Sintra[5]